# Эксперименты Галилея по падению тел
Согласно биографии Галилео Галилея, написанной его учеником Винченцо Вивиани, в 1589 году Галилей провёл эксперимент, сбросив два шара различной массы со знаменитой падающей башни в Пизе, чтобы продемонстрировать, что время падения не зависит от массы шара. С помощью этого эксперимента Галилей якобы обнаружил, что тела упали практически одновременно, опровергнув теорию Аристотеля, которая утверждала, что скорость падения пропорциональна массе тела. В то время, когда, по описанию Вивиани, Галилей проводил свой эксперимент, он ещё не сформулировал окончательный вариант своего закона свободного падения.
Хотя история об экспериментах Галилея на Пизанской башне вошла в научный фольклор, в трудах самого Галилея нет упоминания об этих экспериментах, и большинство историков науки склонны считать, что это был лишь мысленный эксперимент, который на самом деле не осуществлялся. Исключение составляет лишь позиция Дрейка, который считает, что эксперимент Галилея имел место в действительности примерно в том виде, как это описал Вивиани.

## Опыты по падению тел

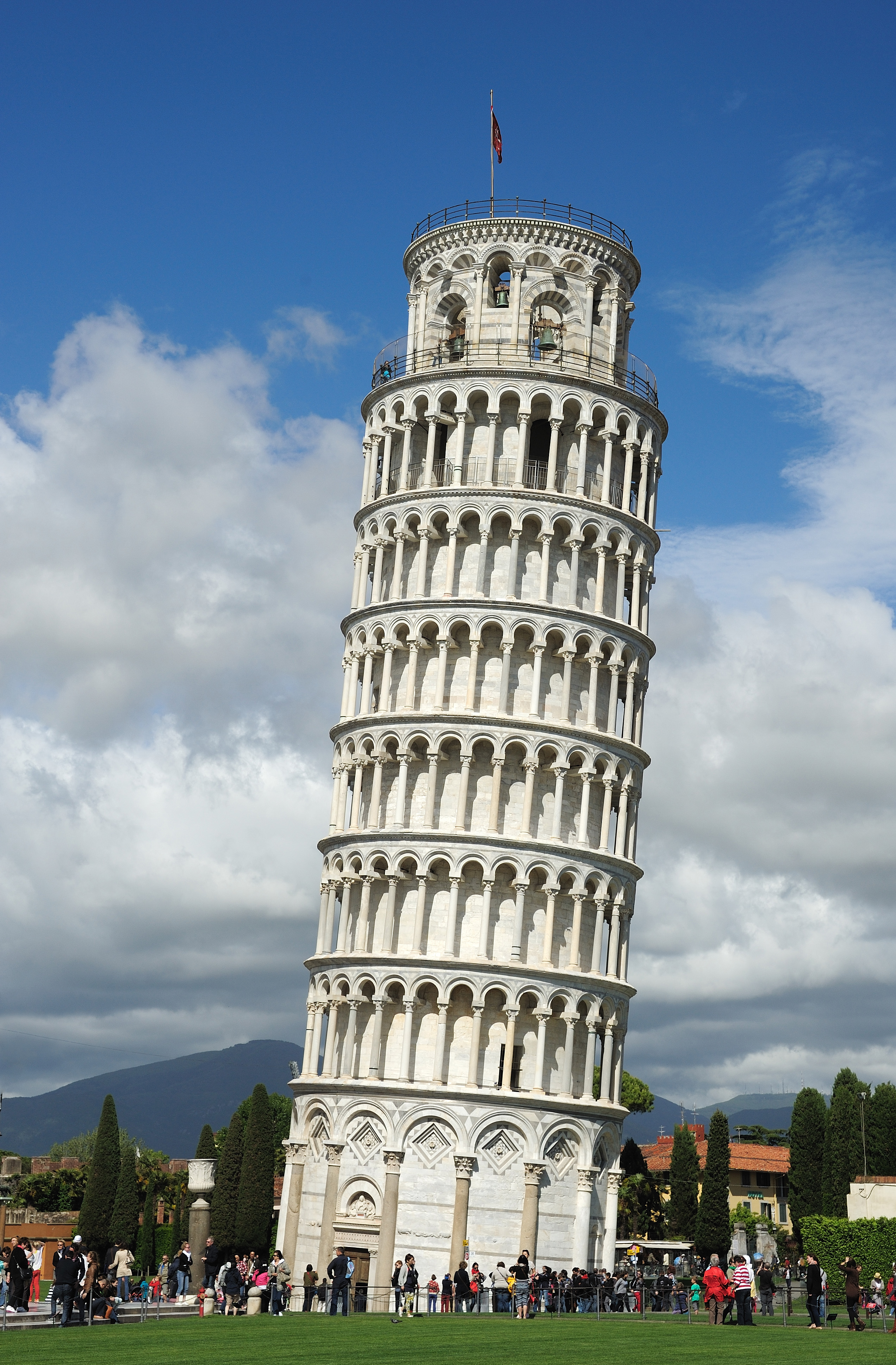
Пизанская башня

Одним из первых опровергнуть утверждение Аристотеля попытался нидерландский учёный Симон Стевин. Можно предположить, что его результаты были известны Галилею.
Галилей так описывает знаменитый мысленный эксперимент в своей книге «О движении».

Представьте себе два предмета, один из которых тяжелее другого, соединённых верёвкой друг с другом, и сбросьте эту связку с башни. Если мы предположим, что тяжёлые предметы действительно падают быстрее, чем лёгкие и наоборот, то лёгкий предмет должен будет замедлять падение тяжёлого. Но поскольку рассматриваемая система в целом тяжелее, чем один тяжёлый предмет, то она должна падать быстрее него. Таким образом мы приходим к противоречию, из которого следует, что изначальное предположение (тяжёлые предметы падают быстрее лёгких) — неверно.

## Опыты с качением тел по наклонной плоскости
Из-за несовершенства измерительного оборудования того времени свободное падение тел изучать было почти невозможно. В поисках способа уменьшения скорости движения Галилей заменил свободное падение на качение по наклонной поверхности, где были значительно меньшие скорости и сопротивление воздуха. Было замечено, что со временем скорость движения растет — тела движутся с ускорением. Был сделан вывод, что скорость и ускорение не зависят ни от массы, ни от материала шара.
Предположив, что произошло бы в случае свободного падения тел в вакууме, Галилей вывел следующие законы падения тел для идеального случая:
1. Все тела при падении движутся одинаково: начав падать одновременно, они движутся с одинаковой скоростью.
2. Движение происходит с постоянным ускорением.

Ученый также отметил: если соединить две наклонные поверхности так, чтобы скатившись по одной из них, шар поднимался по другой, он поднимется на ту же высоту, с которой начал движение, независимо от наклона каждой из поверхностей.
Галилей проверил, что полученные им законы скатывания качественно не зависят от угла наклона плоскости, и, следовательно, их можно распространить на случай падения. Окончательный вывод Галилея из последней его книги: скорость падения нарастает пропорционально времени, а путь — пропорционально квадрату времени.